# Johnny Watson

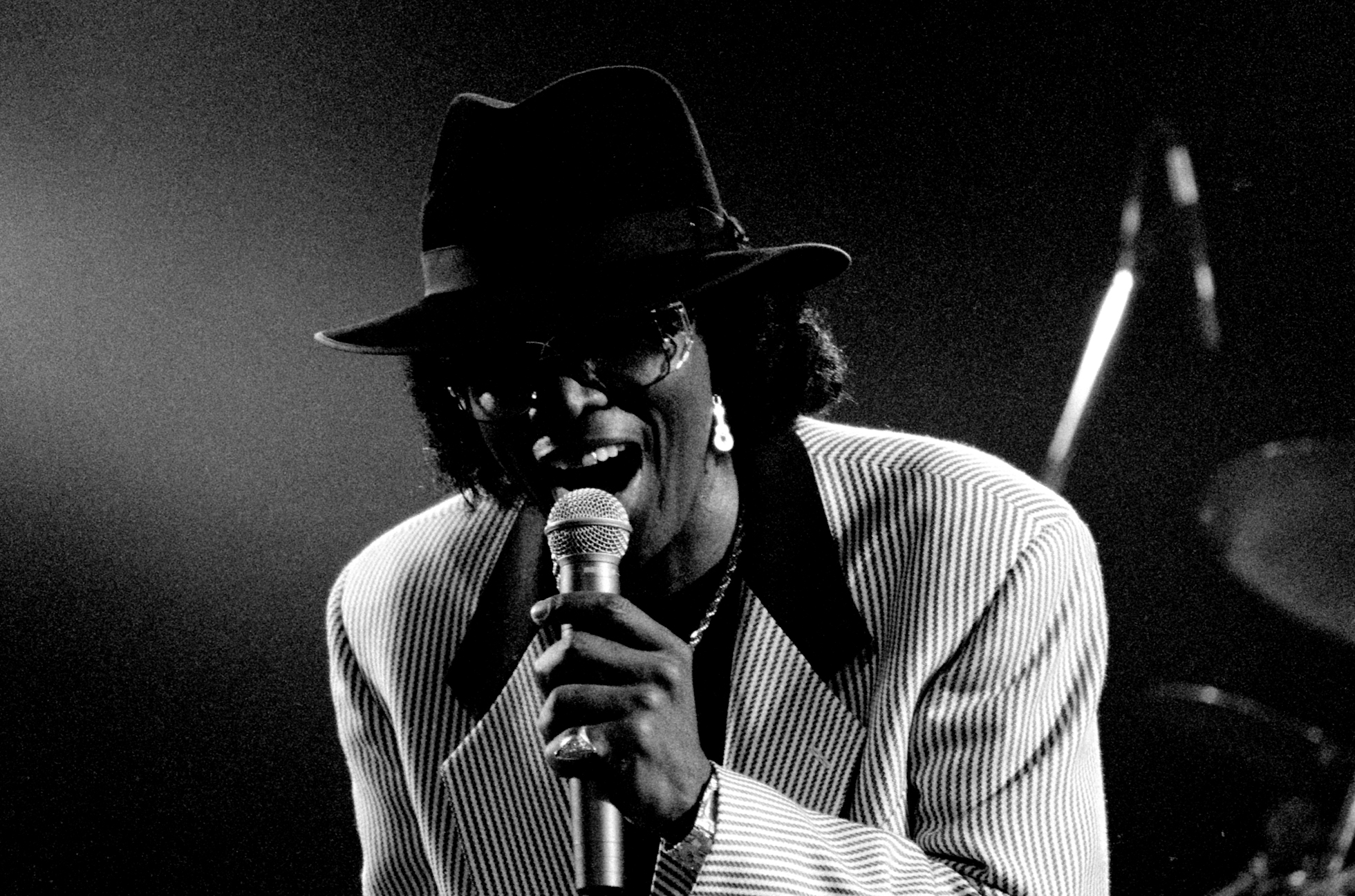
Johnny Watson w roku 1996

Johnny „Guitar” Watson (ur. 3 lutego 1935, zm. 17 maja 1996) – amerykański gitarzysta i wokalista związany z bluesem i funkiem.
Urodził się w Houston w muzykalnej rodzinie. Szybko zainteresował się teksańskimi gitarzystami bluesowymi, jego pierwszymi idolami byli Clarence "Gatemouth" Brown oraz T-Bone Walker. Rozpoczął grę na gitarze, mając 12 lat. W 1950 roku przeprowadził się do Los Angeles, zadebiutował 3 lata później. Utwór „Space Guitar” nie zyskał przychylności krytyków w latach 50., w następnych latach jednak wielu znanych artystów, od Franka Zappy do Etty James przyznawało się do inspiracji wczesną twórczością Watsona. W 1957 muzyk wydał swój pierwszy album zatytułowany Gangster Of Love.
W czasie swojej długiej kariery Watson grał między innymi z Albertem Collinsem, Johnnym Copelandem, Little Richardem, Larry Williamsem i Bo Diddleyem.